# Kintore (Aberdeenshire)
Pour les articles homonymes, voir Kintore.
Kintore est une ville située dans l'Aberdeenshire, en Écosse.